# 랑데부 (우주 비행)

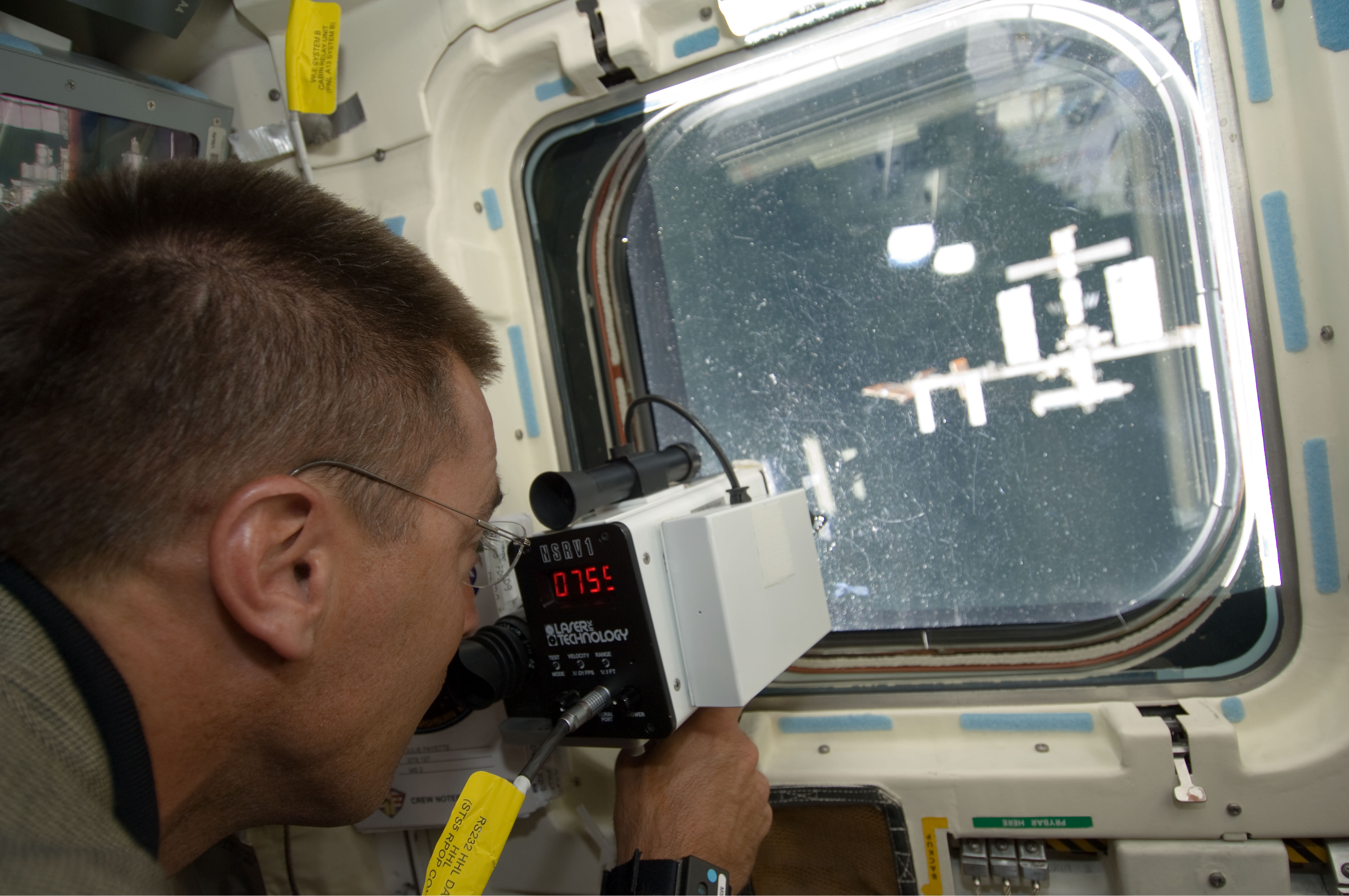
우주비행사 크리스토퍼 캐시디(Christopher Cassidy) 가 거리계를 사용해 인데버 우주왕복선과 ISS 사이 거리를 측정하는 모습

우주 랑데부는 두 우주선(종종 하나가 우주정거장인 경우가 많음)이 동일한 궤도에 도달하여 매우 가까운 거리(예: 육안으로 확인 가능한 거리)까지 접근하는 일련의 궤도 기동을 말한다. 랑데부는 두 우주선의 궤도 속도와 위치 벡터를 정밀하게 일치시켜야 하며, 이를 통해 궤도 유지 기동을 통해 일정한 거리를 유지할 수 있다.
랑데부 이후에는 도킹 및 버씽이 뒤따를 수도 있고, 아닐 수도 있다. 이 절차들은 우주선 간에 물리적인 접촉을 이루고 연결을 생성하는 과정이다.
같은 랑데부 기법은 중력이 약한 천체에 우주선을 착륙시키는 데에도 사용할 수 있다. 예를 들어, 화성의 위성 중 하나에 착륙하려면 동일한 방식으로 궤도 속도를 맞춘 후, 도킹과 유사한 방식의 ‘하강’ 단계가 필요하다.

## 역사
첫 유인 우주비행 프로그램 보스토크(Восток)에서 소련은 동일한 발사대에서 12일 간격으로 우주선을 두 대씩 발사하였다(1962년의 보스토크 3호와 4호, 1963년의 보스토크 5호와 6호). 각각의 경우 발사체 유도 시스템은 두 우주선을 거의 동일한 궤도에 진입시켰으나, 보스토크 우주선은 궤도를 조정할 수 있는 추진 장치가 없어 정밀한 우주 랑데부를 달성할 수 없었다. 초기 분리 거리는 약 56.5킬로미터였고, 임무 수행 중 점차 수천 킬로미터 이상 벌어지게 되었다.
1964년 초 소련은 폴리옷 1호와 2호 무인 위성을 5킬로미터 이내까지 유도하는 데 성공했고, 두 우주선 간에 무선 통신이 성공하였다.
1963년에 버즈 올드린은"유인 궤도 랑데부를 위한 시선 유도 기법(Line-Of-Sight Guidance Techniques For Manned Orbital Rendezvous)"이라는 제목의 박사 논문을 제출하였다. 이후 NASA 우주비행사로서 그는 "복잡한 궤도 역학을 동료들이 이해할 수 있도록 단순한 비행 계획으로 전환하는 일"을 수행하였다.

### 첫 시도의 실패
NASA의 첫 랑데부 시도는 1965년 6월 3일, 제미니 4호의 우주비행사 짐 맥디빗(Jim McDivitt)이 사용 완료된 타이탄 II 발사체의 상단과 접근하려고 하면서 이루어졌다. 그러나 깊이 감지의 문제와 발사체 추진제의 배출로 인해 목표물이 계속 움직여 가까이 다가가는 데 실패하였다. 이 시도의 실패는 NASA 기술진이 우주 랑데부에 필요한 궤도 역학을 충분히 이해하지 못한 것이 주요 원인이었다. 단순히 목표물을 향해 우주선의 방향을 틀고 추진하는 방식은 성공할 수 없었다. 예를 들어, 목표가 앞쪽 궤도에 있을 때 추적 우주선의 속도를 증가시키면 궤도 고도가 함께 증가하고, 이는 실제로 목표물과의 거리를 더 벌리는 결과를 낳는다. 고도가 높아지면 케플러의 제3법칙에 따라 공전 주기가 길어져 우주선은 목표물보다 뒤처지게 된다. 정확한 랑데부를 위해서는 먼저 궤도를 조정해 목표물이 따라잡거나 따라잡히도록 만든 뒤, 올바른 시점에서 목표물과 같은 궤도로 전환해 상대적인 움직임이 없는 상태를 만들어야 한다. 예를 들어, 추적 우주선을 더 낮은 궤도로 이동시켜(공전 주기가 짧아짐) 목표물을 따라잡은 다음, 호만 전이 궤도를 통해 원래의 궤도 높이로 복귀하는 방식이 이에 해당한다. NASA의 GPO(우주 프로그램 사무국) 기술자 앙드레 메이어(André Meyer)는 이후 다음과 같이 말했다.
“랑데부에서 잘못된 것이 무엇인지에 대한 좋은 설명이 있다. 승무원들뿐만 아니라 MSC 전체가 관련된 궤도 역학을 충분히 이해하거나 논리적으로 따지지 못했기 때문이다. 결과적으로 우리는 모두 훨씬 똑똑해졌고, 지금 아폴로 프로그램에서 사용되는 랑데부 기동을 완성하게 되었다.”

### 첫 성공적인 랑데부
1965년 12월 15일, 미국 우주비행사 월리 시라(Wally Schirra)가 제미니 6호를 조종하여 제미니 7호에 30cm 이내까지 접근함으로써 최초의 성공적인 랑데부를 달성하였다. 두 우주선은 도킹 기능은 없었지만, 20분 이상 상대 위치를 유지하는 데 성공하였다. 시라는 다음과 같이 언급하였다.
“누군가는 3마일(5km) 이내까지 접근하면 랑데부했다고 말한다. 누군가 그게 랑데부라고 생각한다면, 맘껏 그렇게 생각하라. 우리가 진짜 일을 시작한 것은 바로 그때부터다. 나는 랑데부가 끝났다고 생각하지 않는다. 두 우주선 사이의 상대 속도가 ‘완전히’ 0이 되었을 때, 즉 약 120피트(37m) 거리에서 멈춰섰을 때가 진정한 랑데부다. 그 이후는 그냥 정지 유지(stationkeeping)일 뿐이다.”
그는 또 다음과 같은 비유도 덧붙였다.
“[러시아의 ‘랑데부’는] 그냥 스쳐 지나간 인연이다. 마치 붐비는 거리에서 남자가 길을 걷다 맞은편에서 예쁜 여자를 발견하고 ‘어, 잠깐만!’ 하는데, 그녀는 이미 사라진 것과 같다. 그건 스쳐 지나간 거지, 랑데부는 아니다.”

### 첫 도킹

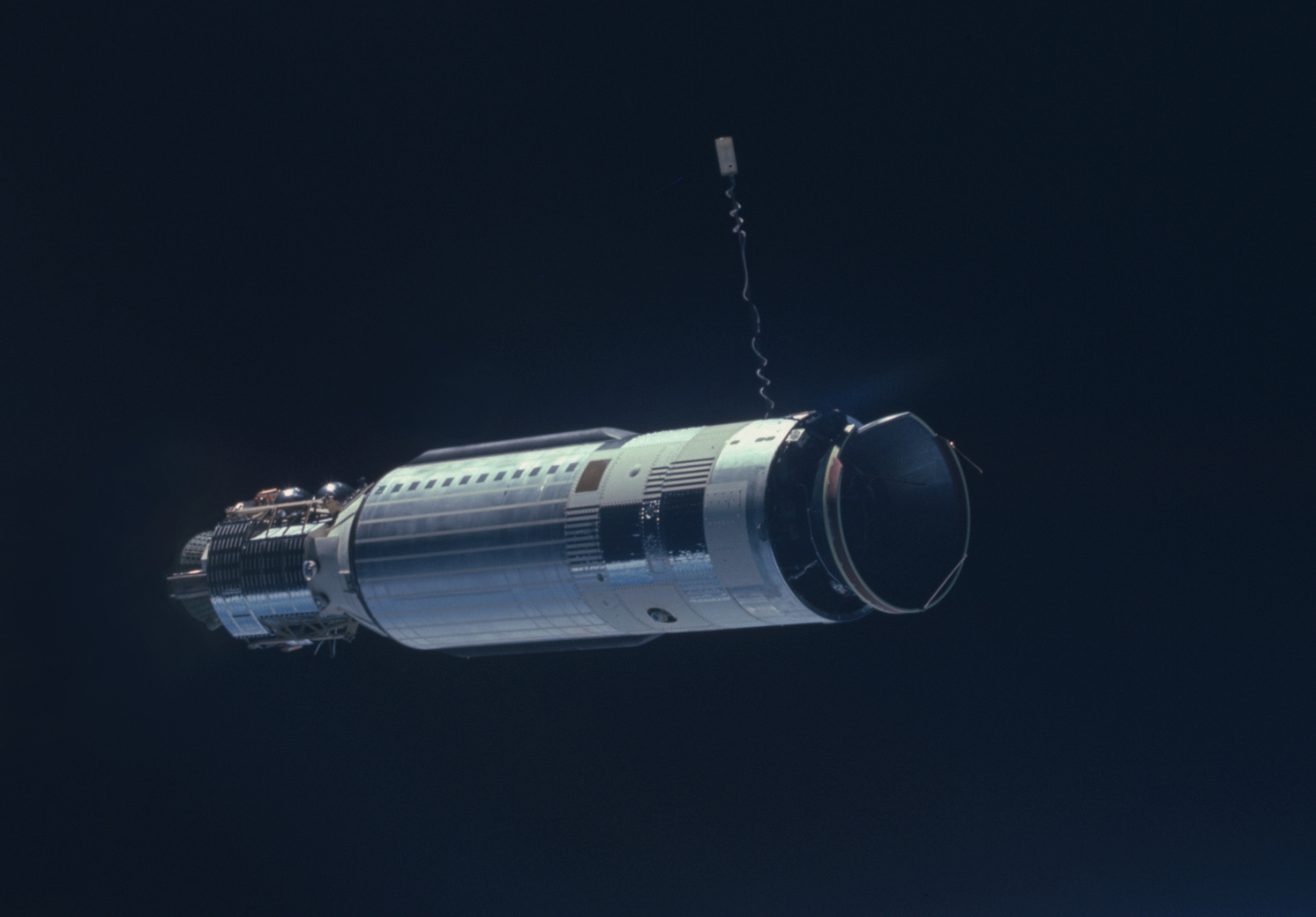
제미니 8호 무인 아제나 타깃 우주선

제미니 8호가 무인 아제나 타깃 우주선과 도킹하는 모습

1966년 3월 16일, 닐 암스트롱이 조종한 제미니 8호가 무인 아제나 타깃 우주선(Agena Target Vehicle)과의 도킹에 성공함으로써 인류 최초의 우주 도킹이 이루어졌다. 원래는 제미니 6호가 첫 도킹 임무를 수행할 예정이었으나, 이 임무의 아제나 우주선이 발사 중 폭발하면서 취소되었다. 소련은 1967년 10월 30일, 코스모스 186호와 코스모스 188호 간의 첫 무인 자동 도킹을 수행하였다. 1968년 10월, 소련 우주비행사 게오르기 베레고보이(Гео́ргий Берегово́й)는 소유즈 3호를 수동으로 조작하여 무인 소유즈 2호와 도킹을 시도했으나 실패하였다. 자동 시스템은 두 우주선을 200미터 이내까지 접근시켰고, 이후 수동 조작으로 더 가까이 이동했으나 도킹에는 실패하였다. 최초의 유인 도킹은 1969년 1월 16일, 소유즈 4호와 소유즈 5호가 도킹하며 이루어졌다. 이때 소유즈 5호의 승무원 2명이 선외 활동을 통해 소유즈 4호로 이동하였다. 1969년 3월, 아폴로 9호는 도킹된 두 우주선 사이에서 최초로 우주선 내부 이동을 성공시켰다. 국가 간 첫 랑데부는 1975년, 미국의 아폴로 우주선과 소련의 소유즈 우주선이 도킹하며 아폴로–소유즈 공동 임무에서 이루어졌다. 최초의 다중 도킹은 1978년 1월, 소유즈 26호와 소유즈 27호가 동시에 살류트 6호 우주정거장에 도킹하면서 이루어졌다.

## 표면 랑데부

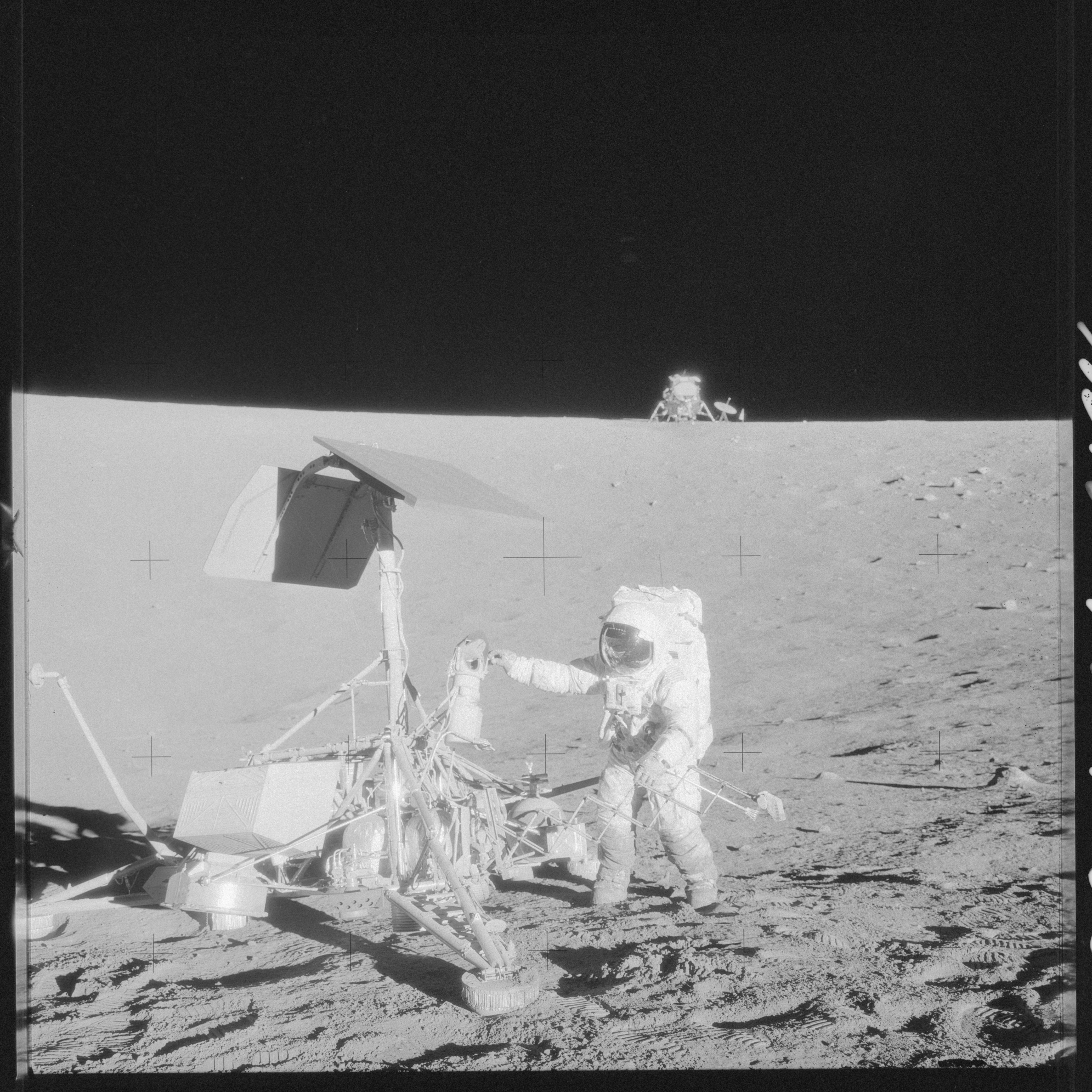
아폴로 12호 우주비행사 콘래드(Conrad)와 배경의 서베이어 3호와 아폴로 2호 랜더.

두 번째 유인 달 착륙선이었던 아폴로 12호는 서베이어 3호 근처에 착륙하여 일부를 지구로 운반함으로써 저지구 궤도 밖에서 최초로 우주 랑데부를 수행했다.
1. ↑  Gatland, Kenneth (1976). 《Manned Spacecraft, Second Revision》. New York: Macmillan Publishing Co., Inc. 117–118쪽. ISBN 0-02-542820-9.
2. ↑  Hall, Rex; David J. Shayler (2001). 《The Rocket Men: Vostok & Voskhod, The First Soviet Manned Spaceflights》. New York: Springer–Praxis Books. 185–191쪽. ISBN 1-85233-391-X. 2020년 4월 2일에 원본 문서에서 보존된 문서. 2016년 9월 25일에 확인함.
3. ↑  “The Historic Beginnings Of The Space Arms Race”. 《www.spacewar.com》. 2024년 11월 21일에 확인함.
4. ↑  RBTH; Novosti, Yury Zaitsev, RIA (2008년 11월 1일). “The historic beginnings of the space arms race”. 《Russia Beyond》 (미국 영어). 2024년 11월 21일에 확인함.
5. ↑  “MilsatMagazine”. 《www.milsatmagazine.com》. 2024년 11월 21일에 확인함.
6. ↑  Buzz Aldrin. “Orbital Rendezvous”. 2011년 10월 9일에 원본 문서에서 보존된 문서. 2012년 5월 4일에 확인함.
7. ↑  Buzz Aldrin. “From Earth to Moon to Earth” (PDF). May 27, 2014에 원본 문서 (PDF)에서 보존된 문서.
8. ↑  Oral History Transcript / James A. McDivitt 보관됨 3월 4, 2016 - 웨이백 머신 / Interviewed by Doug Ward / Elk Lake, Michigan – June 29, 1999
9. ↑  “Gemini 4”. Encyclopedia Astronautica. November 29, 2010에 원본 문서에서 보존된 문서.
10. ↑  “Gemini 4”. Encyclopedia Astronautica. November 29, 2010에 원본 문서에서 보존된 문서.
11. ↑  “On The Shoulders of Titans - Ch12-7”. 《www.hq.nasa.gov》. 2020년 4월 3일에 원본 문서에서 보존된 문서. 2018년 4월 9일에 확인함.
12. ↑  “On The Shoulders of Titans - Ch12-7”. 《www.hq.nasa.gov》. 2020년 4월 3일에 원본 문서에서 보존된 문서. 2018년 4월 9일에 확인함.
13. ↑  “NASA - NSSDCA - Spacecraft - Details”. 《nssdc.gsfc.nasa.gov》. 2020년 4월 3일에 원본 문서에서 보존된 문서. 2018년 4월 9일에 확인함.
14. ↑  NSSDC ID: 1967-105A 보관됨 4월 13, 2020 - 웨이백 머신 NASA, NSSDC Master Catalog
15. ↑  “Part 1 - Soyuz” (PDF). 《History Collection - Johnson Space Center - NASA》. 11쪽. 2022년 10월 7일에 원본 문서 (PDF)에서 보존된 문서.
16. ↑  “Model of a Soyuz-4-5 spacecraft”. 《MAAS Collection》. 2021년 10월 22일에 확인함.
17. ↑  “NSSDCA - Spacecraft - Details”. 《NASA》 (노르웨이어). 2021년 10월 22일에 확인함.
18. ↑  Samuels, Richard J., 편집. (2005년 12월 21일). 《Encyclopedia of United States National Security》 1판. SAGE Publications. 669쪽. ISBN 978-0-7619-2927-7. 2020년 7월 26일에 원본 문서에서 보존된 문서. 2020년 9월 20일에 확인함. Most observers felt that the U.S. moon landing ended the space race with a decisive American victory. […] The formal end of the space race occurred with the 1975 joint Apollo–Soyuz mission, in which U.S. and Soviet spacecraft docked, or joined, in orbit while their crews visited one another's craft and performed joint scientific experiments.